# Знамя свободы (газета, Новониколаевск)
«Знамя свободы» — ежедневная газета Новониколаевской группы Партии социалистов-революционеров, выходившая с 1917 по 1918 год в Новониколаевске на средства Закупсбыта.

## История
Начала издаваться в июле 1917 года с подзаглавием «социалистическая газета». Основная часть средств для существования поступала от Закупсбыта, который, кроме того, печатал её в своей типографии. «Знамя свободы» выходило исключительно на обёрточной (коричневой) бумаге, тогда как газетная была использована лишь однажды — для номера, выпущенного 15 октября 1917 года, который был посвящён «Заёму Свободы».
В конце 1917 года в издании начали перепечатываться многочисленные антибольшевистские статьи и фельетоны деятелей Партии социалистов-революционеров: Е. К. Брешко-Брешковской, В. М. Чернова, В. М. Зензинова, А. В. Пешехонова, П. П. Гайдебурова и т. д.
С 6 января 1918 года редакция газеты стала официальным местом пребывания Новониколаевской организации Партии социалистов-революционеров (оборонцев).
13 января 1918 года работа печатного органа была остановлена Новониколаевским совдепом, это решение спровоцировало митинги профсоюза печатников и резолюцию протеста от городской думы. 14 февраля выпуск возобновился, но уже под другим наименованием — «Дело свободы», однако 4(17) марта вновь прервался; 6(19) марта газета вышла с названием «Свобода» (редактор — Е. И.  Плотников), 8(21) марта с изданием третьего номера её печать была прекращена окончательно.

## Аудитория и содержание
В силу своей эсеровской направленности газета была рассчитана преимущественно на крестьянского читателя, поэтому существенная доля её тиража поступала в деревню. Редакционные объявления указывали, что важнейший потребитель издания — сельский житель, это определяло и содержание, основу которого составляли проблемы кооперации и крестьянского движения. Тем не менее уже в ноябре 1917 года «Знамя свободы» сфокусировалось главным образом на борьбе с большевиками.

## Рубрики
«Жизнь деревни», «Гражданская война», «Последние известия», «Кооперация», «По уезду», «Хроника», «Маленькие фельетоны», «Телеграммы», «Война», «Кооперативная хроника».

## Сотрудники

### Редакторы
Первым редактором газеты был А. В. Сазонов, секретарь Союза кооперативных союзов; затем — П. Г. Харитонов (10 сентября — 11 октября 1917); с 12 октября 1917 года и вплоть до закрытия издания эту должность занимал А. И. Новицкий.

### Авторы
Среди авторов наибольшую активность проявлял член правления Закупсбыта В. Г. Шишканов (иногда использовал псевдоним В. Братский). В большом количестве печатались М. Барановский и В. Овчинников. Также в газете издавались М. Ушаков, Н. Новицкая, М. Гайдуков, И. Дмитренко, С. Недолин (томский собкор), В. С. Занозин, Ф. Савченко, А. Звоницкая, П. Шипичев и др. Периодически на страницах издания публиковали свои рассказы и стихи местные писатели, в том числе М. Ф. Казаков, один из ранних журналистов коллектива Н. П. Литвинова.